# Franz Krenn (Politiker)
Franz Krenn (* 28. Mai 1923 in Wien; † 3. Juli 2000 ebenda) war ein österreichischer Politiker (SPÖ) und Büroleiter. Er war von 1976 bis 1987 Abgeordneter zum Landtag von Niederösterreich.
Krenn absolvierte nach der Pflichtschule eine Lehre als Feinmechaniker und leistete ab 1942 Militärdienst während des Zweiten Weltkriegs. Er kehrte 1946 aus der Kriegsgefangenschaft zurück und war danach Angestellter der britischen Besatzungstruppen. 
1953 wurde er Sekretär der Privatangestelltengewerkschaft, stieg 1967 zum Landessekretär auf und fungierte in der Folge von 1967 bis 1985 als Vizepräsident der Arbeiterkammer Niederösterreich. Krenn vertrat die SPÖ Niederösterreich vom 22. Jänner 1976 bis zum 30. November 1987 im Niederösterreichischen Landtag. 
Er wurde im Familiengrab am Friedhof der Feuerhalle Simmering bestattet (Abteilung 7, Ring 3, Gruppe 7, Nummer 107).